# 岡山県道5号作東大原線
岡山県道5号作東大原線（おかやまけんどう5ごう さくとうおおはらせん）は、岡山県美作市を通る県道（主要地方道）である。

## 概要
美作市経由での岡山‐鳥取間の連絡にも利用される。

### 路線データ
- 起点：岡山県美作市川北（川北交差点、国道179号交点）
- 終点：岡山県美作市下町（国道429号交点）

## 歴史
- 1993年（平成5年）5月11日 - 建設省から、県道作東大原線が作東大原線として主要地方道に指定される[1]。

## 路線状況

### 重複区間
- 岡山県道・兵庫県道161号市場佐用線（美作市豆田 - 美作市五名）

## 地理

### 通過する自治体
- 美作市

### 交差する道路
| 交差する道路                                   | 交差する場所 | 交差する場所      |
| ---------------------------------------------- | ------------ | ----------------- |
| 国道179号                                      | 川北         | 川北交差点 / 起点 |
| 岡山県道358号鷺巣溝口線                        | 鯰           |                   |
| 岡山県道・兵庫県道161号市場佐用線 重複区間起点 | 豆田         |                   |
| 岡山県道・兵庫県道161号市場佐用線 重複区間終点 | 五名         |                   |
| 岡山県道357号梶並立石線                        | 立石         |                   |
| 岡山県道・兵庫県道240号下庄佐用線              | 下庄町       |                   |
| 国道429号                                      | 下町         | 終点              |

### 交差する鉄道
- 姫新線

### 沿線
- JR西日本姫新線 美作江見駅（起点付近）
- 美作市立大原小学校（終点付近）
- 美作市立大原中学校（終点付近）